# Gezondheidstoerisme
Gezondheidstoerisme is een vorm van toerisme. Het kan worden omschreven als het bezoeken van plaatsen en/of gebieden buiten het eigen woongebied ter bevordering van de mentale of fysieke gezondheid. Hoewel het verschijnsel tegenwoordig veel aandacht krijgt, is het in feite al eeuwenoud.
Gezondheidstoerisme mag niet verward worden met medisch toerisme. Terwijl gezondheidstoerisme eerder preventief en relaxerend is, is medisch toerisme het concreet behandelen van bestaande kwalen. Deze twee vormen van toerisme werden vroeger als exact hetzelfde aanzien. In de moderne tijd zijn ze uitgegroeid tot twee verschillende vormen van toerisme.

## Badcultuur tot de 18e eeuw
Al in de Griekse Oudheid waren er plaatsen met een aantrekkingskracht vanwege hun (vermeende) geneeskrachtige eigenschappen. Epidaurus, met het nabijgelegen heiligdom van Asclepius, de halfgod van de geneeskunde, trok zieken van heinde en ver die genezing kwamen zoeken.

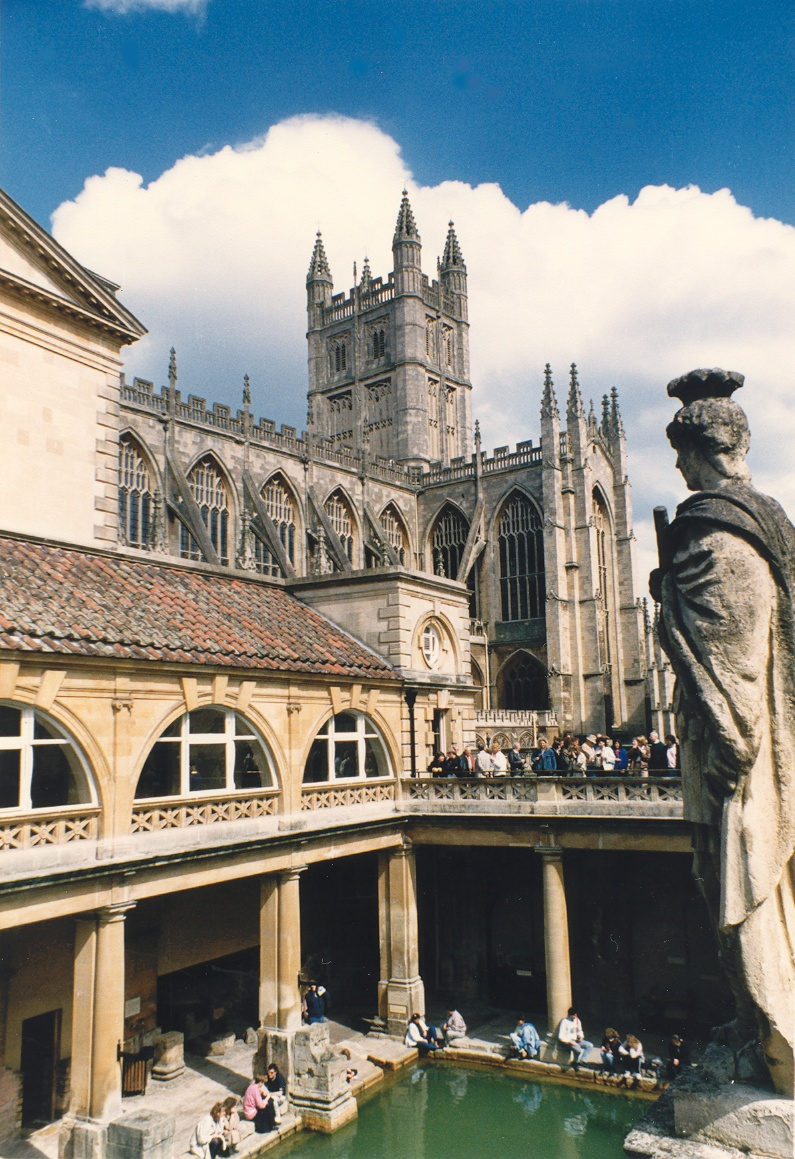
Gereconstrueerde Romeinse thermen in Bath

De Romeinen brachten de badcultuur tot grote bloei. In Rome genoten de Thermen van Diocletianus ( ± 245 – 316) en Caracalla (186-217) grote bekendheid. Onder Romeins bestuur werden in steden als Aken, Trier, Baden-Baden en Bath al thermen gebouwd waarbij gebruikgemaakt werd van ter plaatse aanwezige geneeskrachtige bronnen.
Na de val van het Romeinse Rijk duurde het tot de periode van de Kruistochten (11e – 13e eeuw) voordat de badcultuur opnieuw in Europa werd ingevoerd. In Spanje was dat onder de invloed van de Moren al eerder gebeurd.
Aan het einde van de Middeleeuwen werd de heilzame werking van minerale bronnen herontdekt. Plaatsen als Haszfurt, Aken en Bad Heilbrunn kregen een zekere faam vanwege de aanwezige bronnen. Later volgden o.a. Bad Kissingen, Bad Ems en Spa. In Engeland ontwikkelde Bath zich tot de belangrijkste badplaats van Europa. In het begin van de 20e eeuw telde Duitsland meer dan 300 kuuroorden met ongeveer 600.000 gasten per jaar.

## Zeebaden
De ontwikkeling van zeebaden kwam in de 18e eeuw op gang. Er verschenen publicaties, waarin het in- en uitwendige gebruik van zeewater werd aanbevolen ter bestrijding van kwalen als astma, kanker, reumatiek en hernia. Zout zeewater werd geacht de darmen schoon te spoelen. Tot die tijd beschouwde men de kust als een weinig aantrekkelijk landschap. De grens tussen land en zee werd gezien als de overgang naar een vijandig gebied.
In de loop van de 18e eeuw werd het zeebad populair bij de Europese elite. Brighton, Bath, Dieppe en Norderney ontwikkelden zich snel dankzij de belangstelling van adellijke en vorstelijke personen. Natuurlijk diende het langdurige verblijf van de aristocratische elite niet alleen medische doeleinden. Het diende ook de instandhouding van sociaal prestige. Men kon zich zo profileren als deel van de toonaangevende elite. In Nice werd de aristocratische gast aan het begin van het seizoen welkom geheten door een bericht in de lokale krant.

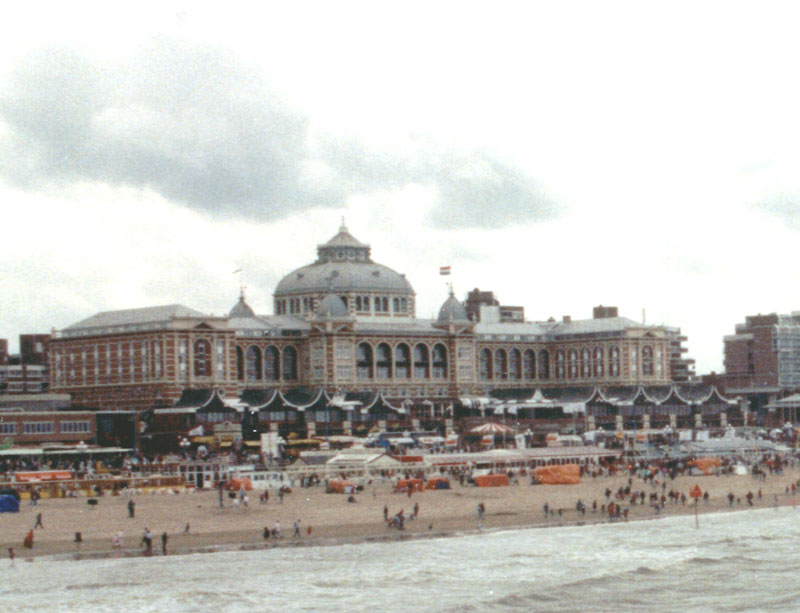
Kurhaus Scheveningen

Vanaf 1834 brengen Koning Leopold 1 en Koningin Louise-Marie de zomermaanden door in Oostende. In 1818 werd in Scheveningen een eerste, houten, badhuis gebouwd op de plaats waar later het in 1974 gesloopte Oranje Hotel zou staan. In 1828 werd een stenen badhuis gebouwd op de plaats waar nu het Kurhaus staat. Behalve badhuizen waren ook badkoetsen belangrijke elementen bij het zeebaden. De koets werd met badgast en al met paardenkracht in zee gereden. Artsen waren verantwoordelijk voor de badregels. In 1821 publiceerde Dr. Chemnitz, de badarts van het Duitse Wangerooge een brochure waarin gewezen werd op de heilzame werking van het zoute water, de golfslag en de schuimkoppen op de spijsvertering en de bloedcirculatie. Aan de hand van de zeewatertemperatuur werden de dagelijkse badvoorschriften opgesteld. Op veel plaatsen langs de Europese kusten ontstonden hydrotherapeutische instituten voor o.a. toepassing van de thalassotherapie.
In de loop van de 20e eeuw kreeg het gezondheidsargument een lagere prioriteit bij de keuze van een zeebadplaats. Ontspanning en vermaak kwamen centraal te staan. Na de Eerste Wereldoorlog maakte het aristocratische publiek eerst plaats voor de nieuwe rijken en in het midden van de jaren dertig van de 20e eeuw verscheen de gewone burger in steeds groter wordende aantallen. Medische toeristen kunnen deze vakantiegangers meestal niet worden genoemd.

## Klimaattherapie
Niet alleen het zeewater werd heilzaam geacht. Aan het einde van de 18e eeuw kwamen ook de eerste ideeën op over klimaattherapie. De zich snel uitbreidende industrialisatie in combinatie met een explosieve groei van het aantal (vaak slechte) woningen veroorzaakten tal van problemen voor het leefklimaat in de stedelijke gebieden (slechte hygiëne en zware luchtvervuiling). Men constateerde dat scrofulose zeldzaam was bij Engelse vissersfamilies en concludeerde daaruit dat het zeeklimaat een heilzame werking moest hebben. In 1767 kwam er al een zeehospitium in Margate. Op het continent werd het Ospice Marine in Viareggio als eerste in 1841 geopend. Later volgden Berck in Noord Frankrijk (Hôpital Maritime, 1869) en het Seehospiz Kaiserin Friedrich op Norderney in 1886. In veel Duitse Oostzeebadplaatsen werden Kinderheime gesticht voor de genezing of op het krachten komen van kinderen uit doorgaans minder gegoede milieus. Nederland en België kenden vanaf ongeveer 1880 kinderkoloniehuizen zoals in Egmond aan Zee, Oostvoorne, Oostduinkerke en Middelkerke.

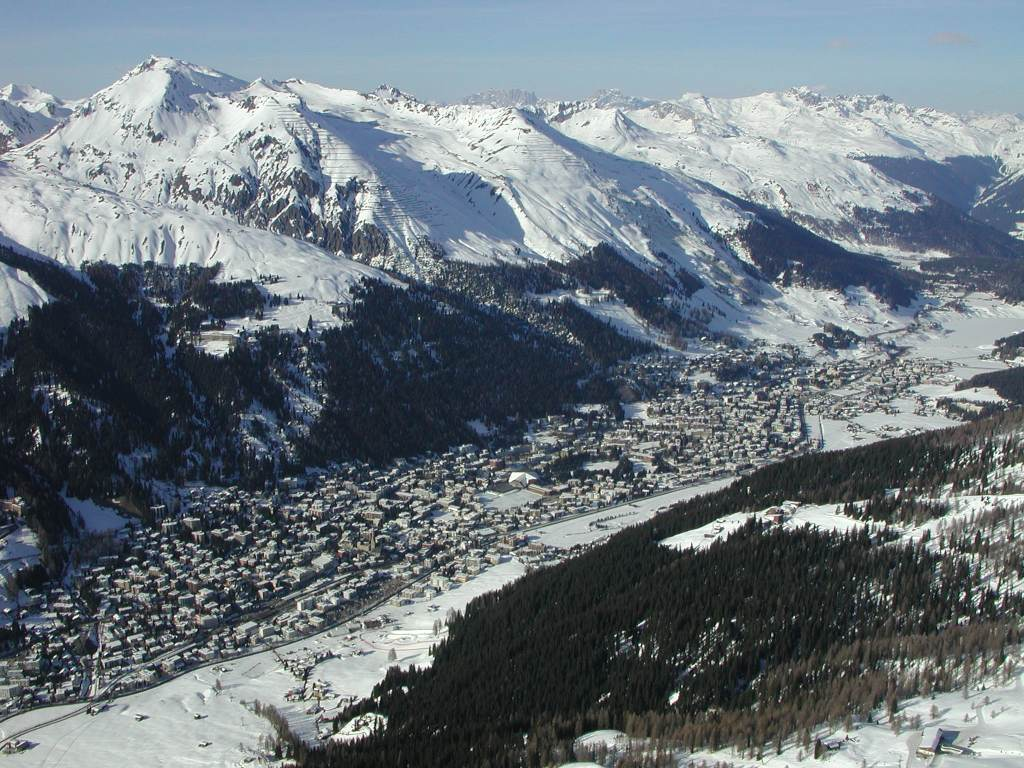
Luchtfoto van Davos

Niet alleen zeelucht werd heilzaam geacht. Hogere delen van de Alpen werden bezocht vanwege de zuivere lucht. Dankzij Alexander Spengler (1827-1901), een der pioniers van de klimaattherapie, kon Davos uitgroeien tot een vooraanstaand centrum voor de behandeling van longaandoeningen. Het was Spengler opgevallen dat geen van de bewoners in dit gebied aan tuberculose leed. Onder de vele medische klinieken in Davos is ook het Nederlands Astmacentrum. In Duitsland zijn momenteel 50 erkende kuuroorden voor klimaattherapeutische behandelingen.

## Modern gezondheidstoerisme
De bekendste vorm van gezondheidstoerisme is gekend onder de naam wellness. Voorbeelden hiervan zijn het bezoeken van sauna's, stoombaden, kuuroorden en dergelijke. Men ontstresst hierbij en het heeft een preventieve functie. De opkomst van wellness wordt veroorzaakt door de toegenomen aandacht voor het voorkomen van ziekten en door de met name in Duitsland noodzakelijke heroriëntatie van de kuuroorden sinds de meeste kuren niet meer vergoed worden door de ziektekostenverzekeringen.
Op verscheidene plaatsen zijn er programma's voor preventieve zorg in een toeristische setting (trainingen, kuren, baden en cursussen gericht op gedragsverandering).